# Diego Alves Carreira
Diego Alves Carreira (Rio de Janeiro, 24 de juny de 1985) és un futbolista professional brasiler que juga com a porter al Flamengo i a la selecció brasilera.

## Trajectòria
La seva carrera com a professional va començar al Clube Atlético Mineiro brasiler, d'on va marxar a la UD Almería el 24 de juliol de 2007, amb l'ascens a Primera Divisió de l'equip andalús.
Encara que els seus inicis van ser com a suplent de David Cobeño, va assolir la titularitat amb grans actuacions que van ajudar l'equip a classificar-se en la vuitena plaça.
Amb la marxa de David Cobeño al Rayo Vallecano a l'agost de 2008, Alves va mantenir-se com a titular en les següents temporades, especulant-se amb la seva marxa a un club més important.
Al maig de 2011 es va fer oficial el seu fitxatge pel València CF, després del descens de l'equip d'Almeria a Segona Divisió.
Va debutar en competició oficial amb el conjunt merengot a la Lliga de Campions amb un empat a zero al camp del KRC Genk.
En setembre de 2016 va batre el record històric de penals aturats en la lliga espanyola. A la jornada següent n'aturà altres dos en partit a Mestalla contra l'Atlètic de Madrid.

### Flamengo
El 17 de juliol de 2017, deu anys després d'haver marxat a Europa, Alves va retornar al Brasil i fitxà pel Clube de Regatas do Flamengo fins al 2020.

## Galeria
- Entrenant junt a Jaume Doménech i Otxotorena abans d'un partit a Mestalla.